# 1908년 하계 올림픽 피겨스케이팅 남자 스페셜 피겨
1908년 하계 올림픽 피겨스케이팅 남자 스페셜 피겨 종목은 1908년 하계 올림픽 피겨스케이팅 경기에서 채택된 4개 세부종목 중 하나이다. 각 선수당 3명까지 출전이 허용되었다.
3명의 선수만 참가한 탓에 선수 전원이 메달리스트가 되었으며, 러시아 제국 출신의 니콜라이 파닌이 금메달을 획득하였다. 니콜라이 파닌의 본명은 니콜라이 콜로멘킨이지만 대회 출전 시 '파닌'이라는 가명을 사용하였다.

## 경기 방식
각 선수는 사전에 신청한 4가지 자세를 마쳐야 했다. 채점기준은 (a) 내부구성(난이도와 참신성), (b) 연기의 두가지 기준이 있었으며 각각 0점~6점의 점수가 주어졌다. 따라서 총점은 48점이 되었다.
이 총점 순으로 심사위원단이 각 선수의 순위를 정하고, 그 순위를 참고하여 심사위원 중 과반수가 한 팀을 1위로 선정하면 그 팀이 우승하는 방식으로 최종순위를 정했다. 과반수가 없는 경우에는 각 심사위원단이 매긴 순위의 총점이 낮은 순으로 결정하였으며, 그럼에도 동점으로 나올 경우에는 심사위원이 매긴 점수의 총점으로 승부를 가렸다.

## 경기 결과
심사위원단은 만장일치로 파닌을 1위, 커밍을 2위, 홀세이를 3위로 선정했다. 대회 공식 보고서에 따르면 파닌은 "자세의 난이도와 연기의 완성도, 정확성 모두에서 상대 선수보다 훨씬 앞서 있었다"고 평가했다. 커밍은 "상당한 재능과 정확도를 갖춘 연기"였으나, 홀세이는 "아직 국제 대회에서 충분한 경험을 쌓지 못했기에 자세가 솜씨에 비해 아쉬웠다"고 평가하고 있다.
| 순위 | 선수          | 국가        | 점수 (순위) | 점수 (순위) | 점수 (순위) | 점수 (순위) | 점수 (순위) | 평균점수 | 순위총점 |
| 순위 | 선수          | 국가        | HG          | EH          | GH          | GS          | HW          | 평균점수 | 순위총점 |
| ---- | ------------- | ----------- | ----------- | ----------- | ----------- | ----------- | ----------- | -------- | -------- |
| 1    | 니콜라이 파닌 | 러시아 제국 | 44 (1)      | 44 (1)      | 44 (1)      | 42 (1)      | 45 (1)      | 43.8     | 5        |
| 2    | 아서 커밍     | 영국        | 32.5 (2)    | 32.0 (2)    | 37.5 (2)    | 30.5 (2)    | 31.5 (2)    | 32.8     | 10       |
| 3    | 조프리 홀세이 | 영국        | 23 (3)      | 17 (3)      | 18 (3)      | 25 (3)      | 21 (3)      | 20.8     | 15       |

심판
- 허버트 G. 폴러

심사위원
- 헨닝 그레난데르
- 에드바르드 횔레
- 구스타프 휘겔
- 게오르크 산데르스
- 헤르만 벤트